# مركز العدالة في هونغ كونغ
مركز العدالة في هونغ كونغ (اختصارًا JCHK) هو منظمة مستقلة غير ربحية تأسست عام 2014، وتركز على حماية اللاجئين وطالبي اللجوء في هونغ كونغ. لطالما كانت هونغ كونغ مركزًا للهجرة واللجوء بسبب الحروب في المنطقة ودورها التاريخي كميناء تجاري ومحطة عبور. وقد قُدّر عدد اللاجئين في الإقليم بحوالي 14,000 لاجئ في عام 2017، وهم بحاجة ماسة إلى المساعدة القانونية، نظرًا لانخفاض معدل قبول طلبات اللجوء إلى 0.8% فقط، وهو معدل منخفض جدًا مقارنة بمعدلات تتراوح بين 25% و62% في ولايات قضائية متقدمة أخرى. قبل أوائل عام 2014، كانت المنظمة تُعرف باسم مركز تقديم المشورة للاجئين في هونغ كونغ (HKRAC)، والذي نشأ في عام 2007 من وحدة تقديم المشورة للاجئين التابعة لمنظمة محلية أخرى تعمل مع اللاجئين تُدعى "العمل المسيحي" (Christian Action). وقد أسسها محاميا حقوق الإنسان جنيفر ستون وراكيل أمدور، واللتان كانتا أول مديرتين للمنظمة. في عام 2012، أصبحت أليتا ميلر المديرة التنفيذية، وساعدت مركز HKRAC على الفوز بجائزة "الوصول إلى العدالة" من مؤسسة Clifford Chance في نفس العام، وأعادت إطلاق المنظمة تحت اسم مركز العدالة في هونغ كونغ في عام 2014. ومنذ عام 2015، تولّت بيا موكيت منصب المديرة التنفيذية، وكانت سابقًا رئيسة قسم السياسات والمناصرة في منظمة اليونيسف – المملكة المتحدة. وفي نوفمبر 2020، تم تعيين ميلاني مكلارين مديرة تنفيذية للمنظمة.
تعمل المنظمة مع شركاء من المجتمع المدني للدفاع عن حقوق الأشخاص الساعين إلى الحماية في هونغ كونغ. بالإضافة إلى ذلك، تقدم المساعدة القانونية والدعم النفسي الاجتماعي لطالبي اللجوء، نظرًا لأن معدل قبول طلبات المساعدة القانونية في هونغ كونغ منخفض جدًا، مما يُجبر معظم طالبي اللجوء على تمثيل أنفسهم قانونيًا.
كما تقوم المنظمة بإجراء البحوث والعمل على السياسات في محاولة لرفع الوعي حول القضايا التي تؤثر على الفئات المهمشة من المهاجرين. وقد كشف تقريرهم بعنوان "الاعتراف بالحقيقة" عام 2016 أن أكثر من 80% من بين 336,600 عاملة منزلية في الإقليم يتعرضن للاستغلال، وأن واحدة من كل ست عاملات هنّ ضحايا للعمل القسري. وقد وفّر هذا التقرير أول بيانات كمية عن الاتجار بالبشر في هونغ كونغ، مما أدى إلى تصنيفها ضمن المراتب المتدنية على مؤشر العبودية العالمي، ودفع بها إلى "القائمة الثانية للمراقبة" في تقرير وزارة الخارجية الأمريكية بشأن الاتجار بالأشخاص.

## روابط خارجية
- الموقع الرسمي